# Myrmekologi
Myrmekologi (fra græsk: μύρμηξ, myrmex, "myre", og λόγος, logos, "undersøgelse") er det videnskabelige studie af myrer, en gren af entomologi.
Nogle af de tidlige myrmekologer betragtede myresamfund som den ideelle samfundsform og søgte at finde løsninger på menneskelige problemer ved at undersøge dem.
Myrer vælges fortsat til undersøgelsen af spørgsmål om udviklingen af de sociale systemer på grund af myrernes komplekse og forskellige former for eusocialitet. Deres mangfoldighed og fremtrædende plads i økosystemerne har også gjort dem vigtige komponenter i studiet af biodiversitet og bevaring.
| Biologi | Spire Denne artikel om biologi er en spire som bør udbygges. Du er velkommen til at hjælpe Wikipedia ved at udvide den. |